# Abdij van Seckau
De abdij van Seckau is een benedictijner abdij in Seckau in Stiermarken, Oostenrijk.
De oorsprong van deze abdij is een in de 12de eeuw gesticht augustijner klooster. De romaanse kerk dateert uit deze periode. De eerste abt was Ildephons Schobe (1887–1908). Anno 2023 is de abt John Fragner.
In de 19de eeuw kende de abdij een periode van verval. Aan het einde van diezelfde eeuw namen benedictijnen uit de abdij van Beuron hun intrek in de kloostergebouwen, nadat zij vanwege de Kulturkampf uit Duitsland moesten vertrekken. Het klooster werd vervolgens verheven tot abdij. 
Tijdens de Tweede Wereldoorlog legde de Gestapo beslag op de gebouwen en werden de monniken opnieuw verdreven. Ze keerden in 1945 weer terug in hun klooster.

## Architectuur
De kerk ligt centraal tussen de conventsgebouwen en heeft een westgevel met twee klokkentorens. Er hangen acht luidklokken in de torens, de zwaarste (Anunciata) weegt ruim 4560 kg. De kloosterkerk is gewijd aan Onze Lieve Vrouwe ten Hemelopneming en is verheven tot basiliek. De stijl is neoromaans, waarbij veel soberheid werd gerespecteerd.
De conventsgebouwen werden opgetrokken door Bernhard de Silvo en zijn in een zuivere barokstijl afgewerkt.

## Mausoleum
In het klooster zijn verschillende leden van de keizerlijke familie bijgezet in het zogenaamde Habsburger Mausoleum.
- Karel II van Oostenrijk
- Catharina Renata van Oostenrijk
- Gregoria Maximiliana van Oostenrijk
- Maximiliaan Ernst van Oostenrijk